# Landtagswahlkreis Stormarn-Süd
Der Landtagswahlkreis Stormarn-Süd (Wahlkreis 30, 2012: 31, bis 2009: 34) ist ein Landtagswahlkreis in Schleswig-Holstein. Er umfasst vom Kreis Stormarn die Städte Glinde und Reinbek sowie die Gemeinden Barsbüttel und Oststeinbek sowie vom Kreis Herzogtum Lauenburg die Gemeinde Wentorf bei Hamburg.

## Veränderungen
Ursprünglich trug der Wahlkreis die Bezeichnung Reinbek und umfasste vom Kreis Stormarn die Städte Glinde und Reinbek sowie die Gemeinden Barsbüttel und Oststeinbek. Zur Landtagswahl 2012 erhielt der Wahlkreis seine heutige Bezeichnung und bekam vom Landtagswahlkreis Lauenburg-Mitte die Gemeinde Wentorf bei Hamburg hinzu.

## Landtagswahl 2022
| Gegenstand der Nachweisung | Gegenstand der Nachweisung | Erst- stimmen | Erst- stimmen | Zweit- stimmen | Zweit- stimmen |
| Bewerber                   | Partei                     | Anzahl        | %             | Anzahl         | %              |
| -------------------------- | -------------------------- | ------------- | ------------- | -------------- | -------------- |
| Wahlberechtigte            | Wahlberechtigte            | 62.628        | 62.628        | 62.628         | 62.628         |
| Wähler                     | Wähler                     | 36.802        | 36.802        | 36.802         | 36.802         |
| Ungültige Stimmen          | Ungültige Stimmen          | 565           | 1,5           | 208            | 0,6            |
| Gültige Stimmen            | Gültige Stimmen            | 36.237        | 98,5          | 36.594         | 99,4           |
| davon                      |                            |               |               |                |                |
| Lukas Kilian               | CDU                        | 16.019        | 44,2          | 16.388         | 44,8           |
| Martin Habersaat           | SPD                        | 8.929         | 24,6          | 6.901          | 18,9           |
| Katharina Bartsch          | GRÜNE                      | 6.772         | 18,7          | 6.651          | 18,2           |
| Volker Dahms               | FDP                        | 2.005         | 5,5           | 2.496          | 6,8            |
| Annette Walther            | AfD                        | 1.710         | 4,7           | 1.611          | 4,4            |
| Thies Wilkening            | DIE LINKE                  | 802           | 2,2           | 553            | 1,5            |
| –                          | SSW                        | –             | –             | 810            | 2,2            |
| –                          | PIRATEN                    | –             | –             | 103            | 0,3            |
| –                          | FREIE WÄHLER               | –             | –             | 138            | 0,4            |
| –                          | Die PARTEI                 | –             | –             | 178            | 0,5            |
| –                          | Z.                         | –             | –             | 33             | 0,1            |
| –                          | dieBasis                   | –             | –             | 343            | 0,9            |
| –                          | Die Humanisten             | –             | –             | 31             | 0,1            |
| –                          | Gesundheitsforschung       | –             | –             | 34             | 0,1            |
| –                          | Tierschutzpartei           | –             | –             | 265            | 0,7            |
| –                          | Volt                       | –             | –             | 59             | 0,2            |

Neben dem direkt gewählten Wahlkreisabgeordneten Lukas Kilian (CDU), der das Direktmandat seit 2017 innehat, wurde dessen Vorgänger Martin Habersaat, der dem Landtag seit 2009 angehört, erneut über die Landesliste der SPD in den Landtag gewählt.

## Landtagswahl 2017
| Direktkandidat    | Partei  | Erststimmen in % | Zweitstimmen in % |
| ----------------- | ------- | ---------------- | ----------------- |
| Lukas Kilian      | CDU     | 41,2             | 31,9              |
| Martin Habersaat  | SPD     | 34,8             | 29,6              |
| Malte Harlapp     | GRÜNE   | 7,1              | 10,8              |
| Andreas Gorselitz | FDP     | 6,6              | 13,6              |
| Phillip Treichel  | PIRATEN | 1,1              | 0,7               |
| –                 | SSW     | –                | 1,2               |
| Martina Bornstein | LINKE   | 2,8              | 3,1               |
| –                 | FAMILIE | –                | 0,7               |
| –                 | FW-SH   | –                | 0,4               |
| Arnulf Fröhlich   | AfD     | 6,5              | 7,2               |
| –                 | LKR     | -                | 0,2               |
| –                 | PARTEI  | -                | 0,4               |
| –                 | Z.SH    | -                | 0,1               |

Neben dem erstmals gewählten Wahlkreisabgeordneten Lukas Kilian (CDU), der das Direktmandat nach fünf Jahren von der SPD zurückgewinnen konnte, wurde dessen Vorgänger Martin Habersaat über die Landesliste der SPD in den Landtag gewählt.

## Landtagswahl 2012
| Direktkandidat   | Partei  | Erststimmen in % | Zweitstimmen in % |
| ---------------- | ------- | ---------------- | ----------------- |
| Joachim Wagner   | CDU     | 36,4             | 31,0              |
| Martin Habersaat | SPD     | 39,1             | 32,5              |
| Johannes Köhn    | FDP     | 5,4              | 10,4              |
| Helmut Borchers  | GRÜNE   | 9,8              | 12,9              |
| Harald Horst     | LINKE   | 2,2              | 2,1               |
| –                | SSW     | –                | 1,6               |
| Hans-Jörg Haase  | PIRATEN | 7,1              | 7,3               |
| –                | FW-SH   | –                | 0,4               |
| –                | NPD     | –                | 0,7               |
| –                | FAMILIE | –                | 1,0               |
| –                | MUD     | -                | 0,1               |

Neben dem erstmals gewählten Wahlkreisabgeordneten Martin Habersaat (SPD), der das Direktmandat nach fünf Jahren von der CDU zurückgewinnen konnte, wurde kein weiterer Kandidat in den Landtag gewählt.

## Landtagswahl 2009
| Direktkandidat       | Partei  | Erststimmen in % | Zweitstimmen in % |
| -------------------- | ------- | ---------------- | ----------------- |
| Mark-Oliver Potzahr  | CDU     | 37,2             | 33,2              |
| Martin Habersaat     | SPD     | 31,7             | 25,4              |
| Wolff Seitz          | FDP     | 13,0             | 16,3              |
| Alexander Josefowicz | GRÜNE   | 10,1             | 12,9              |
| -                    | SSW     | -                | 1,1               |
| Harald Horst         | LINKE   | 5,3              | 6,4               |
| Dieter Wöhrmann      | PIRATEN | 1,8              | 1,6               |
| -                    | NPD     | -                | 1,0               |
| Gregor Voht          | FW-SH   | 1,0              | 0,7               |
| -                    | RENTNER | -                | 0,4               |
| -                    | FAMILIE | -                | 0,7               |
| -                    | RRP     | -                | 0,2               |
| -                    | IPD     | -                | 0,1               |

Neben dem erstmals gewählten Wahlkreisabgeordneten Mark-Oliver Potzahr (CDU), der das Direktmandat erstmals seit 1987 für seine Partei gewinnen konnte, wurde der SPD-Kandidat Martin Habersaat über die Landesliste seiner Partei in den Landtag gewählt.

## Landtagswahl 2005
Die Landtagswahl 2005 ergab folgendes Ergebnisse:
| Gegenstand der Nachweisung | Gegenstand der Nachweisung | Erst- stimmen | Erst- stimmen | Zweit- stimmen | Zweit- stimmen |
| Bewerber                   | Partei                     | Anzahl        | %             | Anzahl         | %              |
| -------------------------- | -------------------------- | ------------- | ------------- | -------------- | -------------- |
| Wahlberechtigte            | Wahlberechtigte            | 48.639        | 48.639        | 48.639         | 48.639         |
| Wähler                     | Wähler                     | 32.246        | 32.246        | 32.246         | 32.246         |
| Ungültige Stimmen          | Ungültige Stimmen          | 1.034         | 3,2           | 497            | 1,5            |
| Gültige Stimmen            | Gültige Stimmen            | 31.212        | 96,8          | 31.749         | 98,5           |
| davon                      |                            |               |               |                |                |
| Klaus-Peter Puls           | SPD                        | 13.741        | 44,0          | 12.533         | 39,5           |
| ?                          | CDU                        | 13.580        | 43,5          | 12.850         | 40,5           |
| ?                          | FDP                        | 2.042         | 6,5           | 2.222          | 7,0            |
| ?                          | GRÜNE                      | 1.849         | 5,9           | 2.258          | 7,1            |
| –                          | SSW                        | –             | –             | 428            | 1,3            |
| ?                          | NPD                        | –             | –             | 623            | 2,0            |
| –                          | FAMILIE                    | –             | –             | 233            | 0,7            |
| ?                          | Übrige                     | –             | –             | 602            | 1,9            |

Neben dem direkt gewählten Wahlkreisabgeordneten Klaus-Peter Puls (SPD), der den Wahlkreis bereits seit 1992 vertrat, schaffte kein anderer Bewerber den Einzug in den Landtag.

## Bisherige Abgeordnete
Direkt gewählte Abgeordnete des Wahlkreises Stormarn-Süd bzw. des Wahlkreises Reinbek (1971 bis 2009) waren:
| Jahr | Direktkandidat      | Partei | Erststimmen in % |
| ---- | ------------------- | ------ | ---------------- |
| 2022 | Lukas Kilian        | CDU    | 44,2             |
| 2017 | Lukas Kilian        | CDU    | 41,2             |
| 2012 | Martin Habersaat    | SPD    | 39,1             |
| 2009 | Mark-Oliver Potzahr | CDU    | 37,2             |
| 2005 | Klaus-Peter Puls    | SPD    | 44,0             |
| 2000 | Klaus-Peter Puls    | SPD    | 49,4             |
| 1996 | Klaus-Peter Puls    | SPD    | 39,7             |
| 1992 | Klaus-Peter Puls    | SPD    | 45,9             |
| 1988 | Alfred Schulz       | SPD    | 51,3             |
| 1987 | Klaus Kribben       | CDU    | 47,1             |
| 1983 | Klaus Kribben       | CDU    |                  |
| 1979 | Klaus Kribben       | CDU    | 49,4             |
| 1975 | Klaus Kribben       | CDU    | 52,2             |
| 1971 | Ernst Otto Haas     | CDU    | 52,1             |
| …    |                     |        |                  |
| 1962 | Otto Gramcko        | SPD    | 42,2             |
| 1958 | Otto Gramcko        | SPD    | 42,1             |
| 1954 | Otto Gramcko        | SPD    | 37,7             |
| 1950 | Paul Rohloff        | FDP    | 33,0             |
| 1947 | Otto Gramcko        | SPD    | 44,5             |